# Lügenfeld
Le Lügenfeld, littéralement Champ du mensonge, est une localité aux environs de Colmar, célèbre par la désertion de l’armée de Louis le Pieux, qui fut abandonné des siens au moment où il faisait face à la révolte de ses fils, en juin 833. Le Lügenfeld est au nord de Colmar, près du village d’Ostheim.
Cet épisode est très révélateur de ce qu'est le pouvoir d'un souverain carolingien : sans fidèles pour le soutenir, sa cause est irrémédiablement perdue.

## Source
« Lügenfeld », dans Pierre Larousse, Grand dictionnaire universel du XIXe siècle, Paris, Administration du grand dictionnaire universel, 15 vol., 1863-1890 [détail des éditions].